# Maladie des agglutinines froides
 Mise en garde médicale
La maladie des agglutinines froides est une maladie auto-immune caractérisée par une forte concentration d'anticorps circulant, le plus souvent des IgM, dirigées contre les érythrocytes. C'est une forme d'anémie hémolytique auto-immune, plus précisément de celles où les anticorps lient uniquement les hématies entre elles à basse température, généralement entre 28 et 31 °C.
Elle a été décrite pour la première fois en 1957,.

## Cause
Deux formes d'agglutinines froides existent :
- la forme primaire est par définition idiopathique, c'est-à-dire une maladie pour laquelle aucune cause n'est connue[4] ;
- la forme secondaire d'agglutinines froides est le résultat d'une cause sous-jacente :
  - pour les adultes, c'est souvent à cause de syndrome lymphoprolifératif comme les lymphomes et les leucémies lymphoïdes chroniques, ou à cause d'une infection. La maladie de Waldenström peut être également une cause d'apparition d'agglutinines froides,
  - pour les enfants, la maladie des agglutinines froides est souvent secondaire à une infection, comme la pneunomie mycoplasmique induite par le Mycoplasma pneumoniae, la mononucléose, et le VIH.

## Physiopathologie
Tout le monde a des anticorps qui circulent dans le corps, orientés directement contre les hématies, mais leur concentration sont souvent trop faible pour déclencher la maladie (titrage en dessous 64 à 4 °C). Chez les gens atteint de cette maladie, ces anticorps sont en bien plus grande quantité (titrage au-dessus de 1 000 à 4 °C).
À la température du corps, entre 28 et 31 °C comme en hiver, et parfois à 37 °C, les anticorps, généralement les IgM, se lient aux polysaccharides des glycoprotéines à la surface des globules rouges (habituellement les anticorps I, anticorps i, et anticorps Pr). La liaison entre les globules rouges et les anticorps active la voie classique d'activation du système du complément. Si la réponse du système du complément est suffisante, les globules rouges sont abîmés par la formation du complexe d'attaque membranaire. Lors de la formation du complexe d'attaque membranaire, beaucoup de protéines de complément sont insérées dans la membrane des globules rouges, formant des pores qui conduisent à l'instabilité de la membrane et à une hémolyse (destruction des hématies dans les vaisseaux sanguins).
Si la réponse du complément n'est pas suffisante pour former le complexe d'attaque membranaire, alors une lyse extravasculaire va être favorisée à la lyse des hématies. À la place de la formation d'un complexe d'attaque membranaire, des protéines du complément (particulièrement les C3b et C4b) sont déposés sur les hématies. Cette opsonisation augmente la distinction de globules rouges par les phagocytes dans le foie, la rate, et les poumons, conduisant à l'hémolyse des globules rouges par ces derniers.
Les individus atteints de la maladie des agglutinines froides présentent les signes d'une anémie hémolytique.

## Description
Les premiers symptômes sont souvent une acrocyanose, survenant après l'âge de 40 ans.

## Traitement
Le rituximab permet d'obtenir une rémission dans la moitié des cas mais avec de nombreuses rechutes à un an. L'association avec de la fludarabine  ou avec de la bendamustine permet d'augmenter l'efficacité mais avec d'importants effets secondaires.
Le sutimlimab, un anticorps monoclonal dirigé contre la fraction C1 du système du complément, permet d'arrêter l'hémolyse et ses conséquences.

## Source de la traduction
- (en) Cet article est partiellement ou en totalité issu de l’article de Wikipédia en anglais intitulé « Cold agglutinin disease » (voir la liste des auteurs).